# زاوية بن ساسي (أولاد حسون)
زاوية بن ساسي هي إحدى مشيخات المملكة المغربية، تتبع جغرافيا لعمالة مراكش وإداريًا لأولاد حسون. يقدر عدد سكانها بـ 7957 نسمة حسب الإحصاء الرسمي للسكان والسكنى لسنة 2004.